# Куріпка тайванська
Курі́пка тайванська (Arborophila crudigularis) — вид куроподібних птахів родини фазанових (Phasianidae). Ендемік Тайваню. Найблиижчі родиці тайванської куріпки мешкають в Південно-Східній Азії. Предки тайванської куріпки потрапили на острів в часи льдодовикового періоду, коли частина континентального шельфу опинилася над водою.

## Опис
Довжина птаха становить 28 см. Середня вага самця становить 311 г, середня вага самиці — 212 г. Голова чорна, тім'я і потилиця сірі, над очима білі "брови", підборіддя і щоки білі. Горло біле, на горлі чорний "комірець". Верхня частина тіла оливково-сіра. поцяткована чорними смугами, на округлих рудих крилах по три сірих смуги. Хвіст короткий, округлий. Нижня частина тіла сизувато-сіра, боки поцятковані білими смужками. Очі чорні, навколо них вузькі червоні кільця. Дзьоб сизий, лапи оранжево-червоні. Самиця схожа на самця, одна у неї менше смуг на горлі і більше на боках.

## Поширення і екологія
Тайванські куріпки є ендеміками острова Тайвань. Вони живуть в тропічних лісах в центрі і на сході острова. Зустрічаються на висоті від 700 до 3000 м над рівнем моря (переважно на висоті від 1500 до 2000 м над рівнем моря).

## Поведінка
Тайванські куріпки живуть невеликими групами по 2-3 птаха. Живляться червами, насінням, ягодами, пагонами, листям і комахами. Сезон розмноження триває з березня по квітень. В кладці 6-8 яєць. Інкубаційний період триває 24 дні.

## Збереження
МСОП класифікує цей вид як такий, що не потребує особливих заходів зі збереження. За оцінками дослідників, популяція тайванських куріпок становить від 30 до 75 тисяч птахів.